# Arco del Cincuentenario
El arco del Cincuentenario (en francés: Arc du Cinquantenaire; en neerlandés: Triomfboog van het Jubelpark) es un arco de triunfo y una de las estructuras más emblemáticas del parque del Cincuentenario, en el barrio europeo de Bruselas, Bélgica. El arco forma parte de una construcción más amplia en forma de hemiciclo y cuenta con tres aperturas arqueadas principales de medio punto de la misma altura, por lo que es conocido también como arcada del Cincuentenario (en francés: Arcade(s) du Cinquantenaire; en neerlandés: Arcade(s) van het Jubelpark). En lo alto de la estructura destaca una cuadriga de bronce, con una figura femenina principal que representa la antigua provincia de Brabante (símbolo de la independencia belga), enarbolando la bandera nacional de Bélgica (también en bronce).
El monumento fue originalmente proyectado por el arquitecto belga Gédéon Bordiau, siendo completado años después por el arquitecto francés Charles Girault. Por un lado está orientado hacia el centro de la ciudad de Bruselas —en el eje de la Rue de la Loi, que, cruzando el barrio de Leopoldo (Quartier Léopold), desemboca en el Distrito Real, sede del Parlamento de Bélgica, el Gobierno belga y el Palacio Real—; y al otro lado, en el eje de la avenida de Tervueren, conduce hacia el Palacio de las Colonias (Palais des Colonies), actual sede del Museo Real de África Central. Debido a su ubicación, el monumento es conocido también por el nombre de puerta de Tervueren (Porte de Tervueren).

## Historia
La arcada del Cincuentenario fue parte del gran proyecto encargado por el Gobierno belga —bajo el patrocinio del rey Leopoldo II— cara a la Exposición Nacional de 1880, con el objetivo de conmemorar el cincuentenario de la Revolución Belga y la creación del Estado independiente de Bélgica. El objetivo del rey, quien lo consideraba su proyecto insignia, fue embellecer la ciudad de Bruselas para elevarla al rango de otras capitales europeas. Con este fin, el antiguo campo de maniobras militares en la meseta de Linthout se transformó en un espacio de ferias y exposiciones, recibiendo el nombre de la ocasión, a saber, parque del Cincuentenario.

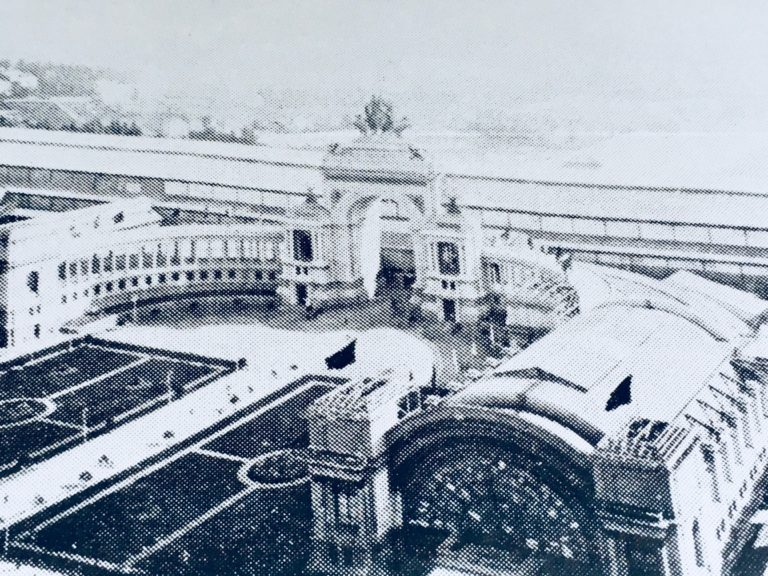
El parque del Cincuentenario en 1875, con el diseño original del Arc du Cinquantenaire, de un solo arco (completado con madera de yeso).

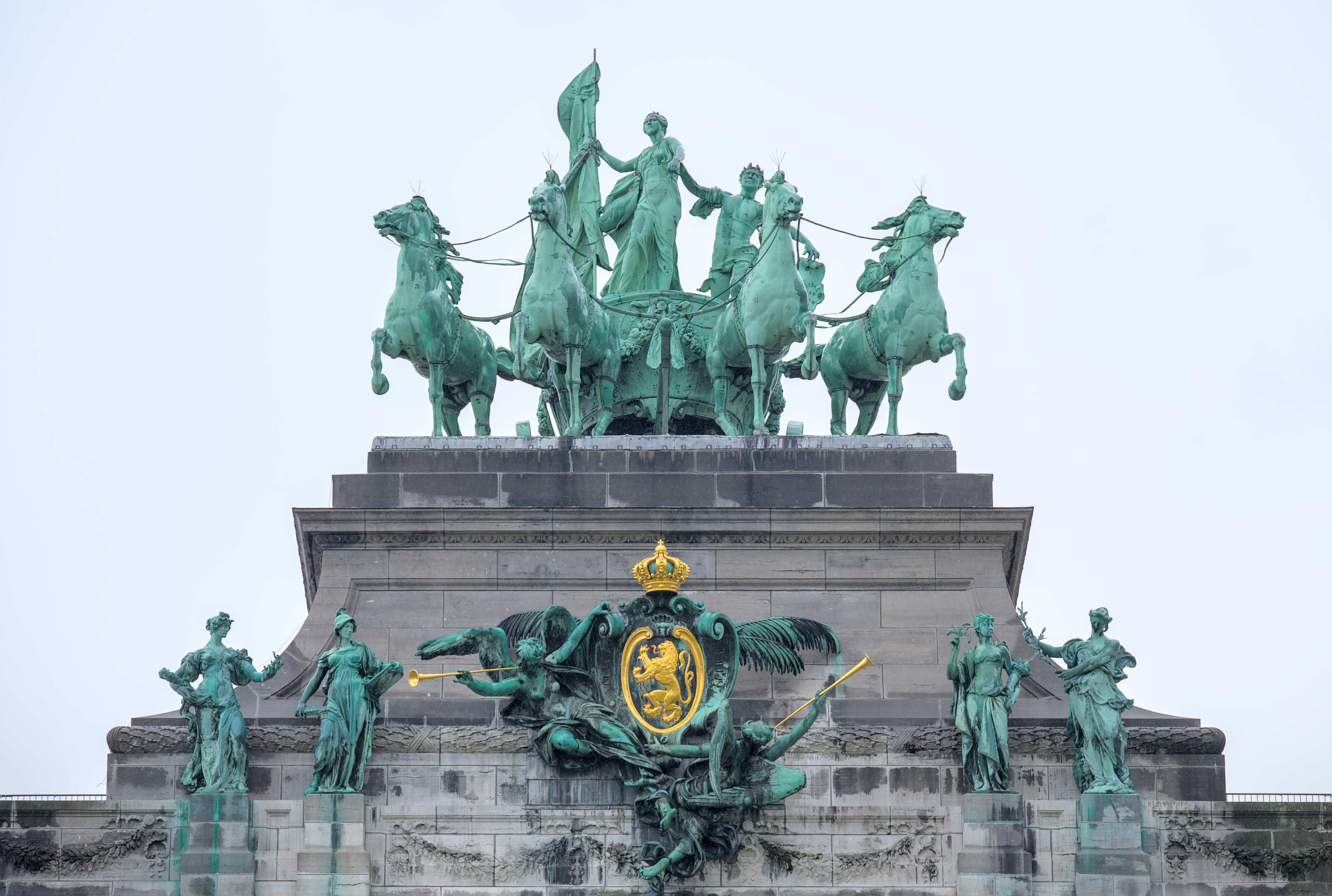
La cuadriga de bronce desde el noroeste. A sus pies, el escudo de Bélgica sostenido por dos Victorias aladas, y a sus lados dos Femes y dos virtudes.

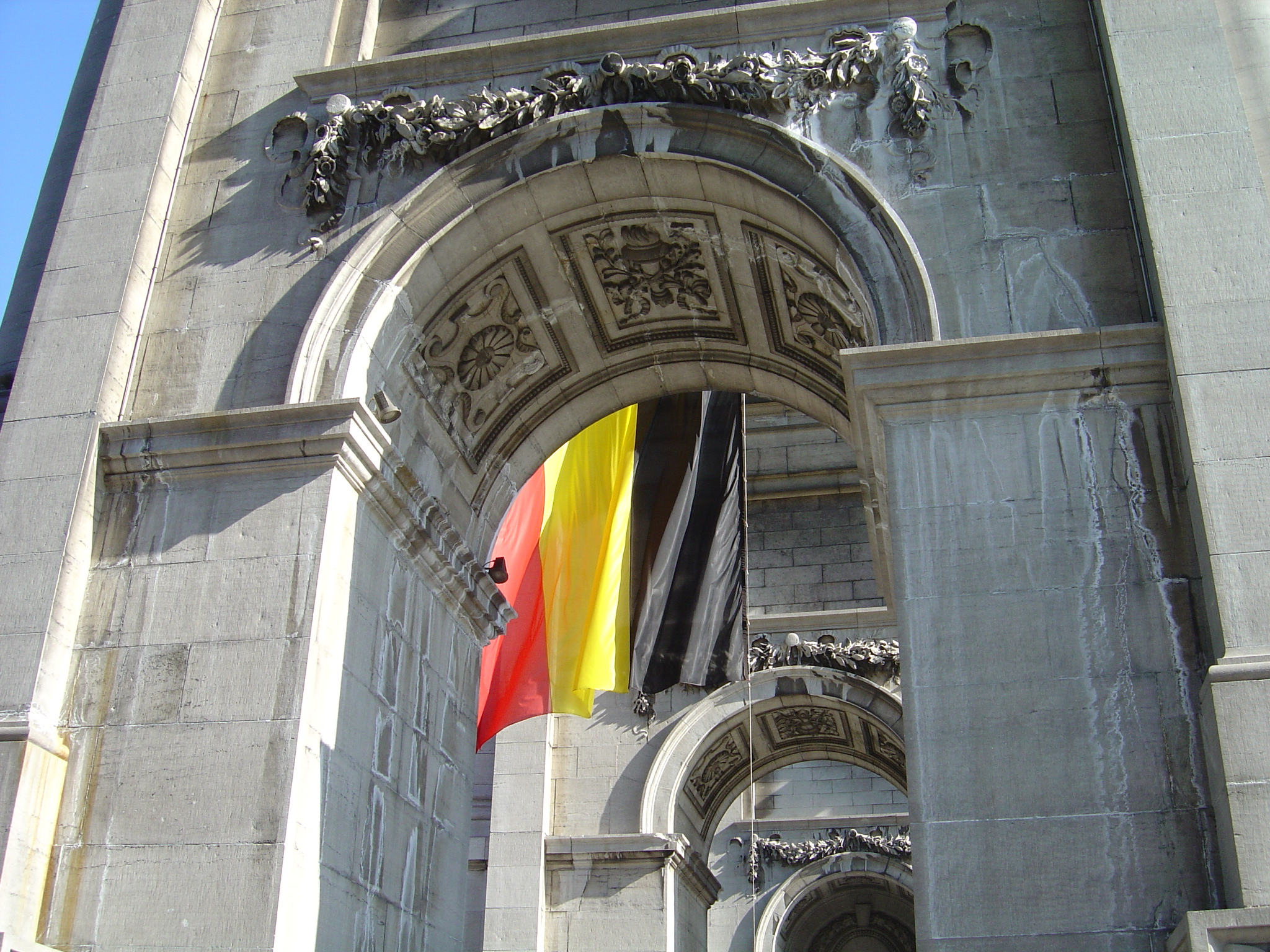
Vista de la bóveda y techo de uno de los arcos laterales.

Los planes contemplaban la construcción de un palacio para uso expositivo (Palais d'Exposition) al estilo clasicista, con sus dos alas simétricas conectadas por una doble columnata semicircular, completada por una arcada monumental. Esta configuración se inspiró principalmente en el Palacio Longchamp de Marsella, inaugurado en 1869. El proyecto original contemplaba una estructura de un solo arco, coronado por las figuras de Apolo y Mercurio, que representan el arte y la industria. Sin embargo, para 1880 solo se habían completado las basas de las columnas del arco, empleando como solución provisional durante la exposición (y los años siguientes) láminas de madera y una solución de yeso y fibras que completaban la estructura. Ese mismo año se decidió aumentar las proporciones del hemiciclo para que encajara mejor en el tamaño del parque.
En los años siguientes, la finalización de la estructura (incluido el propio palacio y la gran sala de vidrio detrás de él) fue el tema de una continua batalla entre Leopoldo II y las autoridades belgas, que no estaban de acuerdo con financiar un monumento que a esta altura consideraban innecesario. En esta época se celebraron en el lugar eventos como el Gran Concurso Internacional para la Ciencia y la Industria (1888) y la Exposición Universal (1897).
Tras haber asegurado su financiación por medio de inversiones privadas (con una inversión total de 7 500 000 francos de la época), el diseño del monumento —originalmente proyectado por Gédéon Bordiau— fue retomado tras la muerte de este en 1904 por Charles Girault (experto en este tipo de construcciones), personalmente elegido por Leopoldo II para la misión. Girault diseñó un triple arco de dimensiones idénticas, conservando la cuadriga original diseñada por Bordiau. Las bases del nuevo arco se colocaron el 4 de enero de 1905, reemplazando la estructura temporal de 1880, y su construcción se completó (todavía sin los elementos decorativos) en mayo del mismo año. Tras más de dos décadas de retrasos, solo se necesitarán ocho meses para que los 450 trabajadores que se turnaban día y noche completaran la estructura.
La realización del arco del Cincuentrario se hizo con la participación de veinte artistas de inspiración patriótica, característica común en la escultura belga de la época. La inauguración de la mano de Leopoldo II tuvo lugar el 27 de septiembre de 1905, justo a tiempo para las celebraciones del 75.º aniversario de la independencia belga – es decir, 25 años después de su fecha original.

## Arquitectura
La arcada del Cincuentenario, de 60 metros de ancho y 45 metros de alto, está formada por tres arcos de medio punto de dimensiones iguales construidos con piedra azul sobre cimientos de hormigón. Los arcos están separados por dos pares de columnas jónicas elevadas sobre podios adornados de relieves, que originalmente se hicieron eco del perfil de la avenida de Tervueren, que una vez estuvo dividida en tres calzadas bordeadas por una doble hilera de árboles. Al pie de cada podio hay un pedestal de planta curvada y base rectangular formando un banco, y encima de él una estatua (sumando cuatro en cada cara del arco, ocho en total). Cada figura es una representación de una de las ocho provincias belgas, a saber, Flandes Occidental, Flandes Oriental, Amberes, Limburgo, Henao, Namur, Lieja y Luxemburgo; mientras que la antigua provincia de Brabante es representada por la cuadriga que corona la estructura. Los caballos fueron realizados por Jules Lagae, y las demás figuras de la cuadriga son obra de Thomas Vinçotte. 
Las dos fachadas del monumento son idénticas, y su base, caracterizada por sus gruesos almohadillados rústicos, forma una continuación de la base del hemiciclo y de los pabellones adyacentes. La estructura destaca por su friso decorado con volutas de patrones estilizados. Las parejas de columnas en los extremos de la arcada reciben apoyo de una tercera columna, algo más adentrada, resultando en un total de diez columnas en cada lado de la estructura. 

Las estatuas que representan las ocho provincias belgas
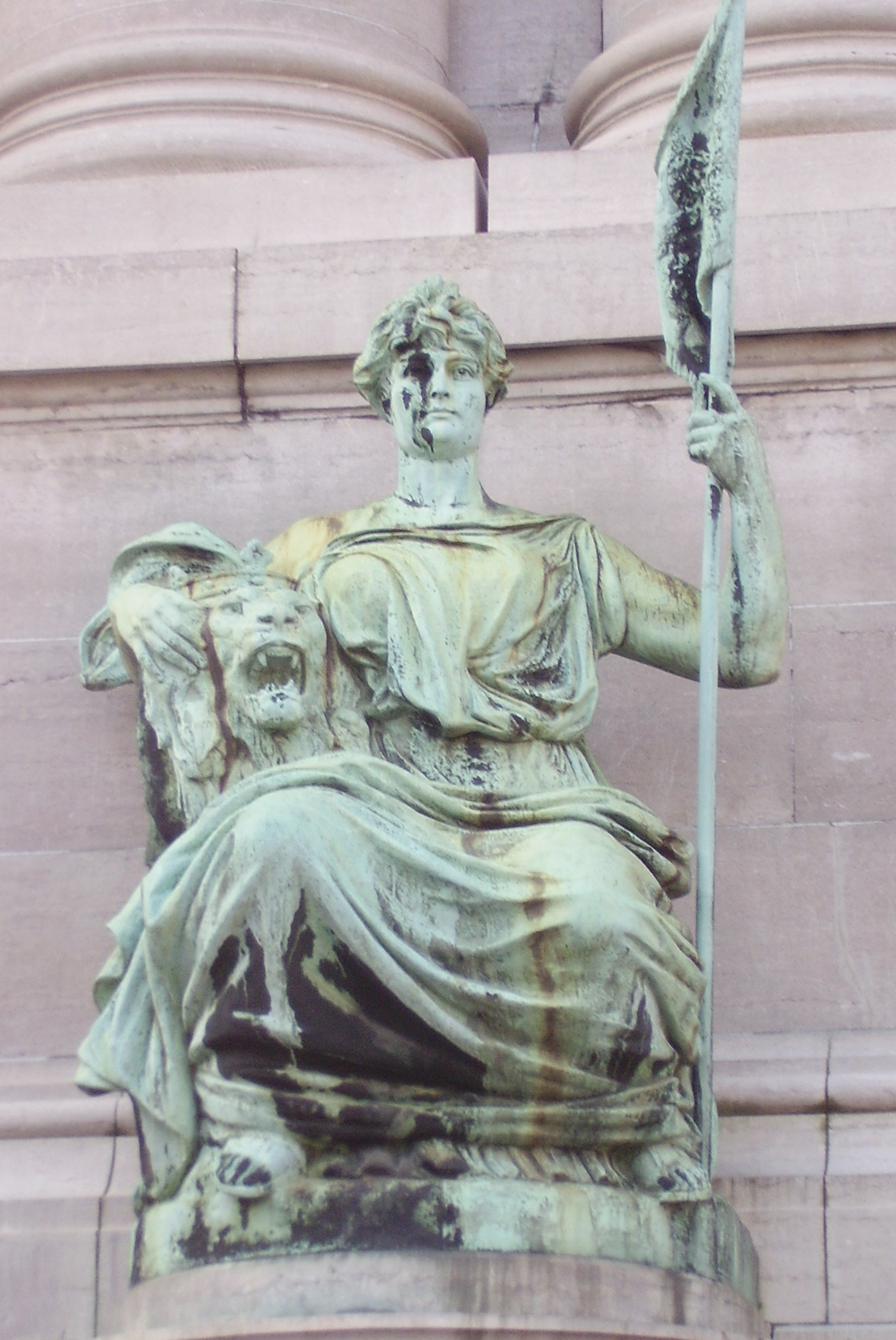
Provincia de Flandes Occidental (Jef Lambeaux)
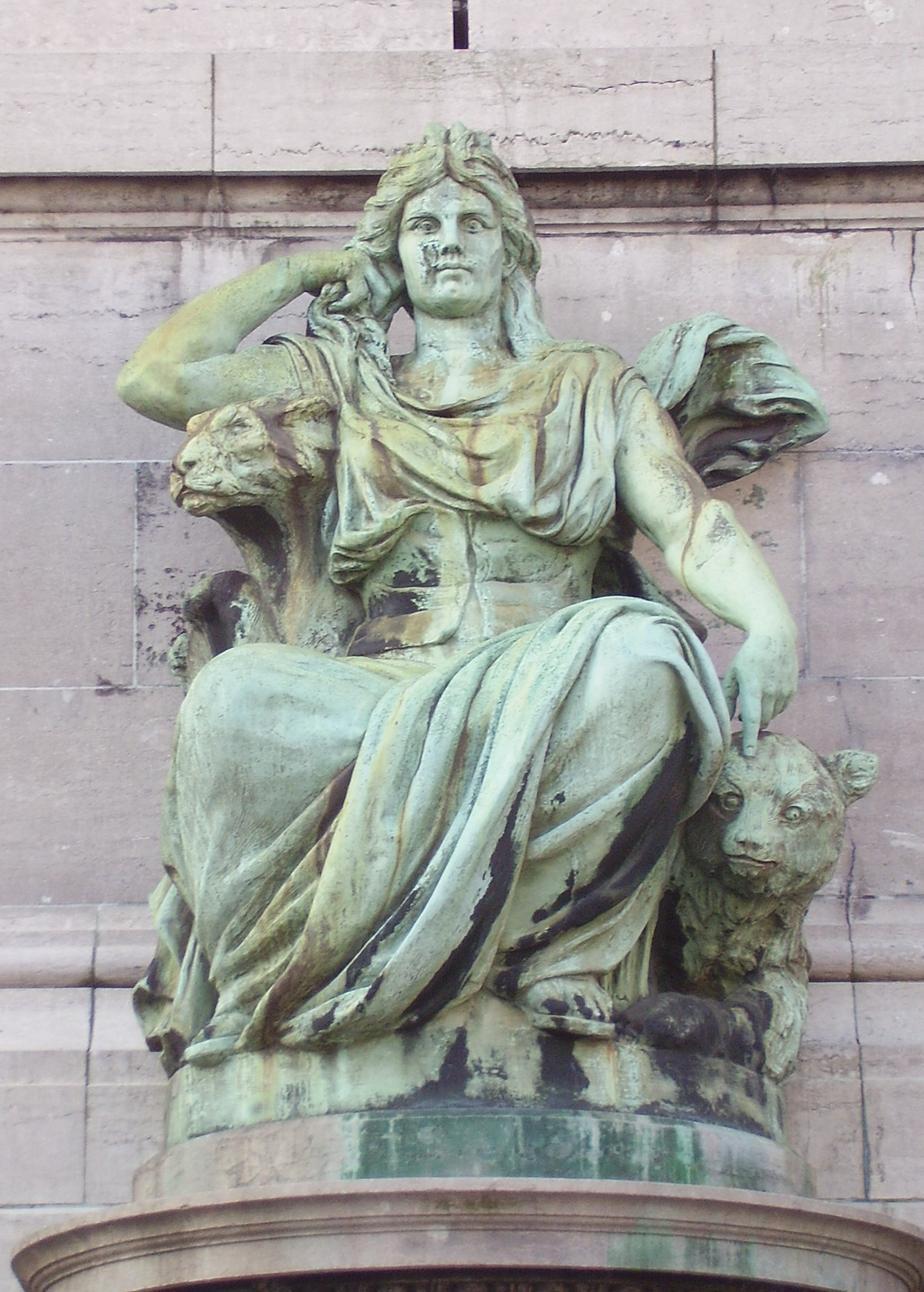
Provincia de Flandes Oriental (Jef Lambeaux)
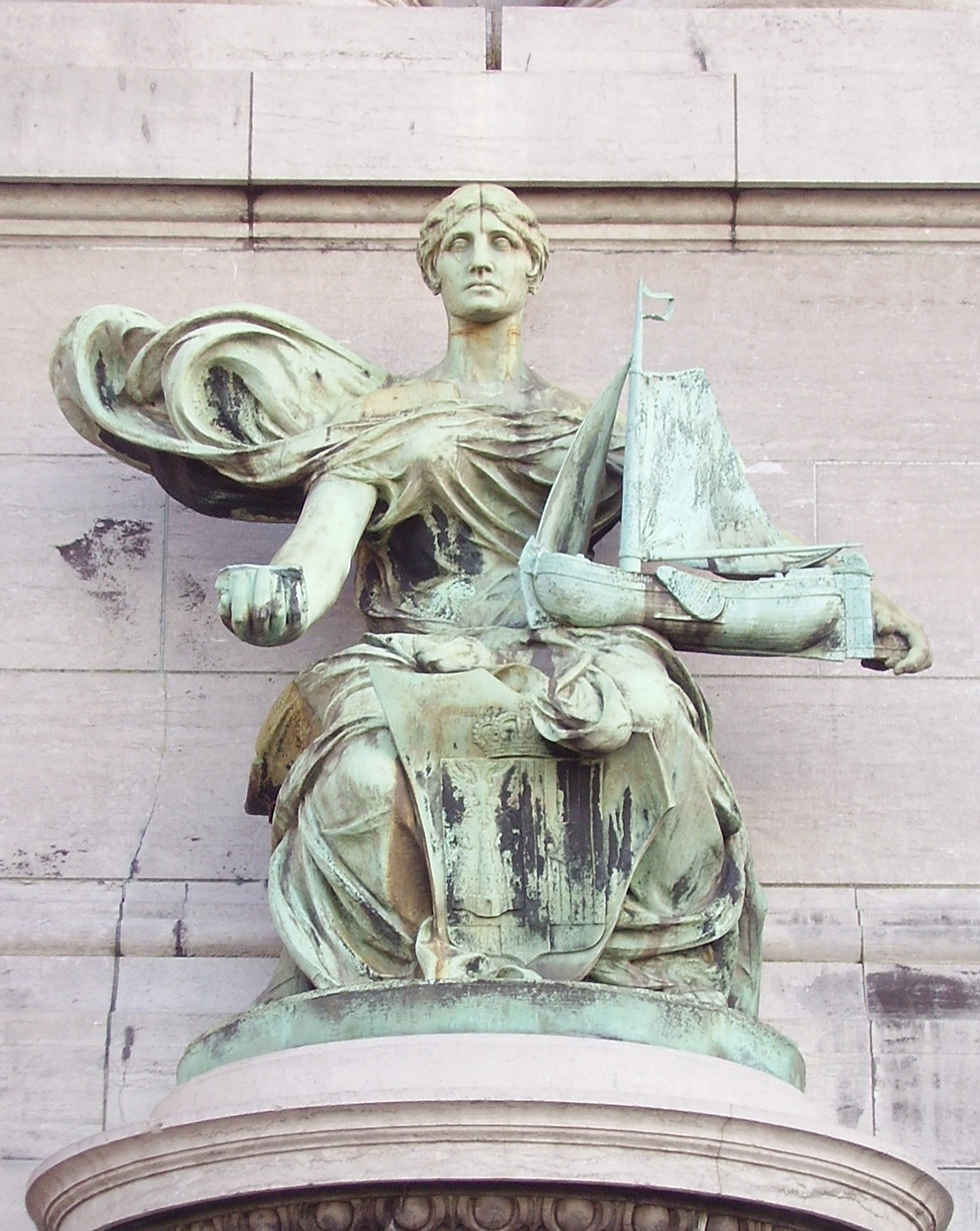
Provincia de Amberes (Charles van der Stappen)
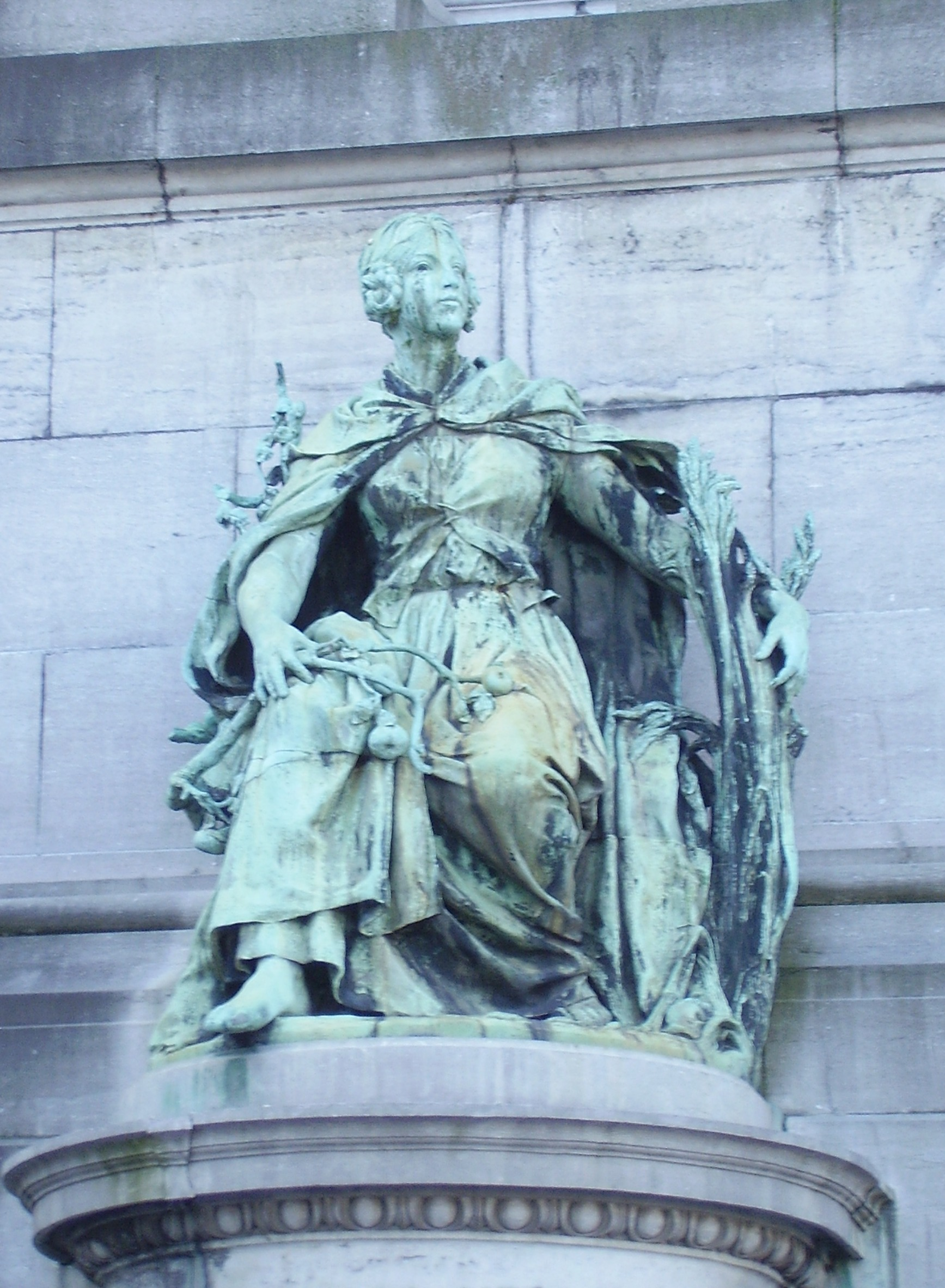
Provincia de Limburgo (Albert Desenfans)
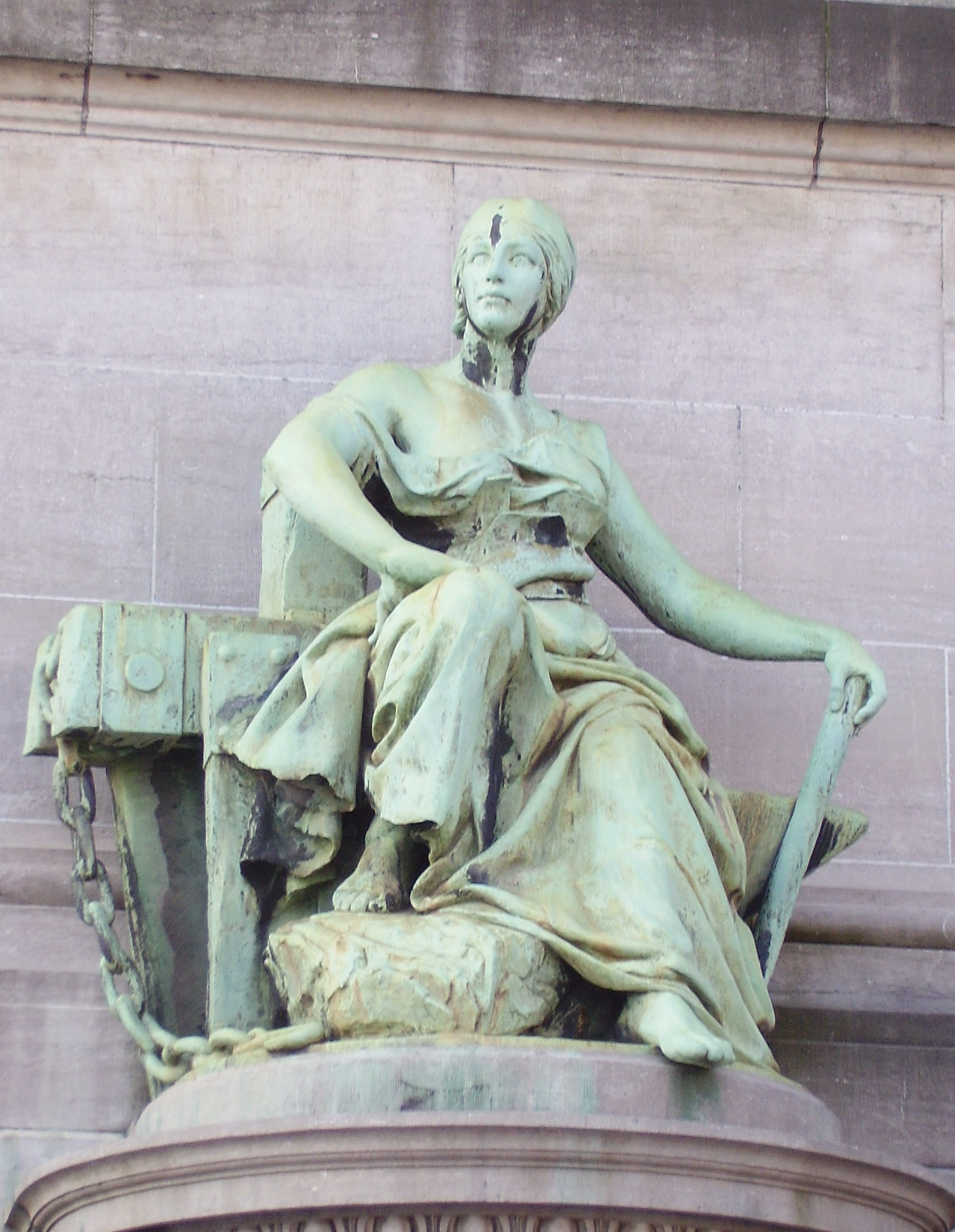
Provincia de Henao (Albert Desenfans)
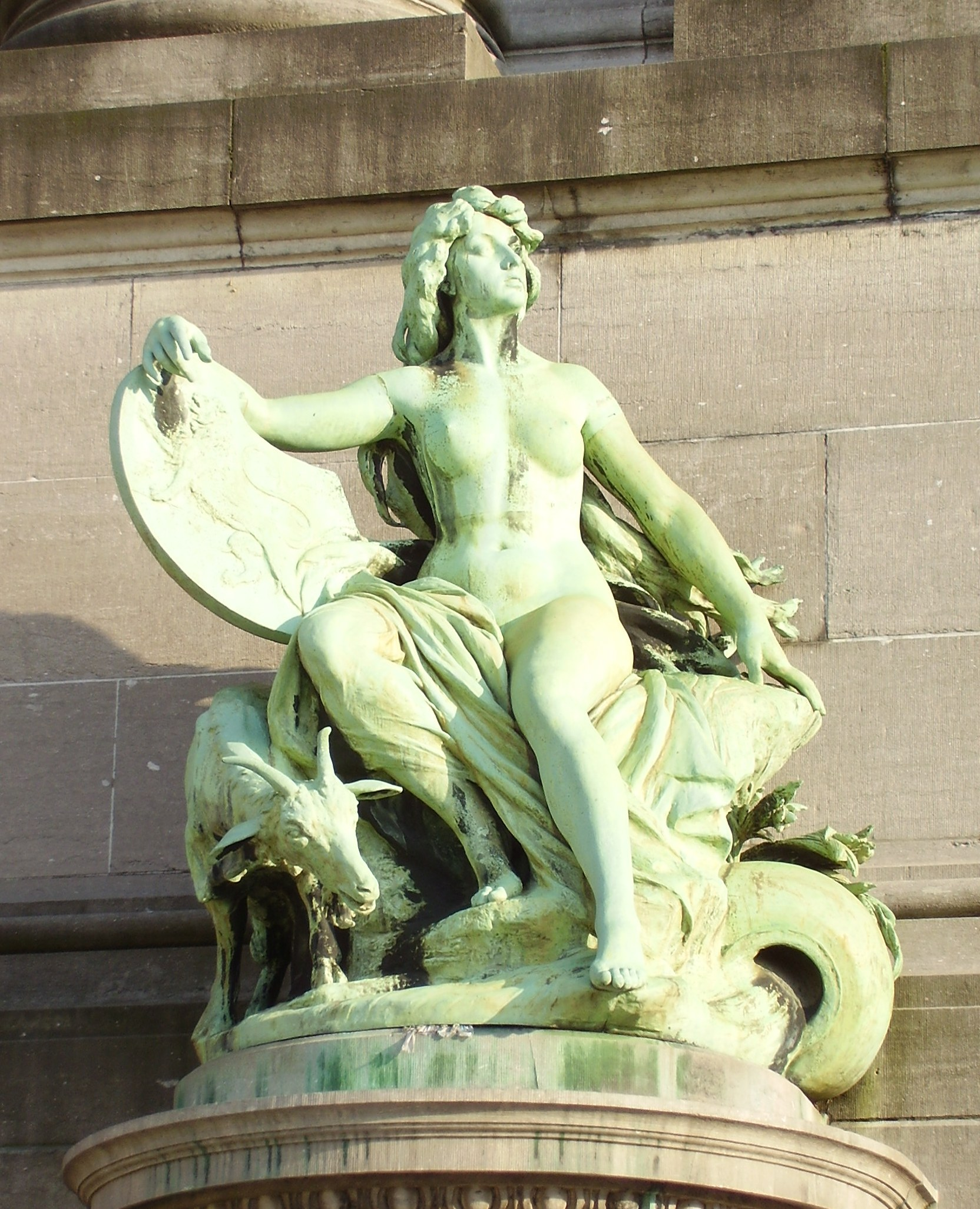
Provincia de Namur (Guillaume de Groot)
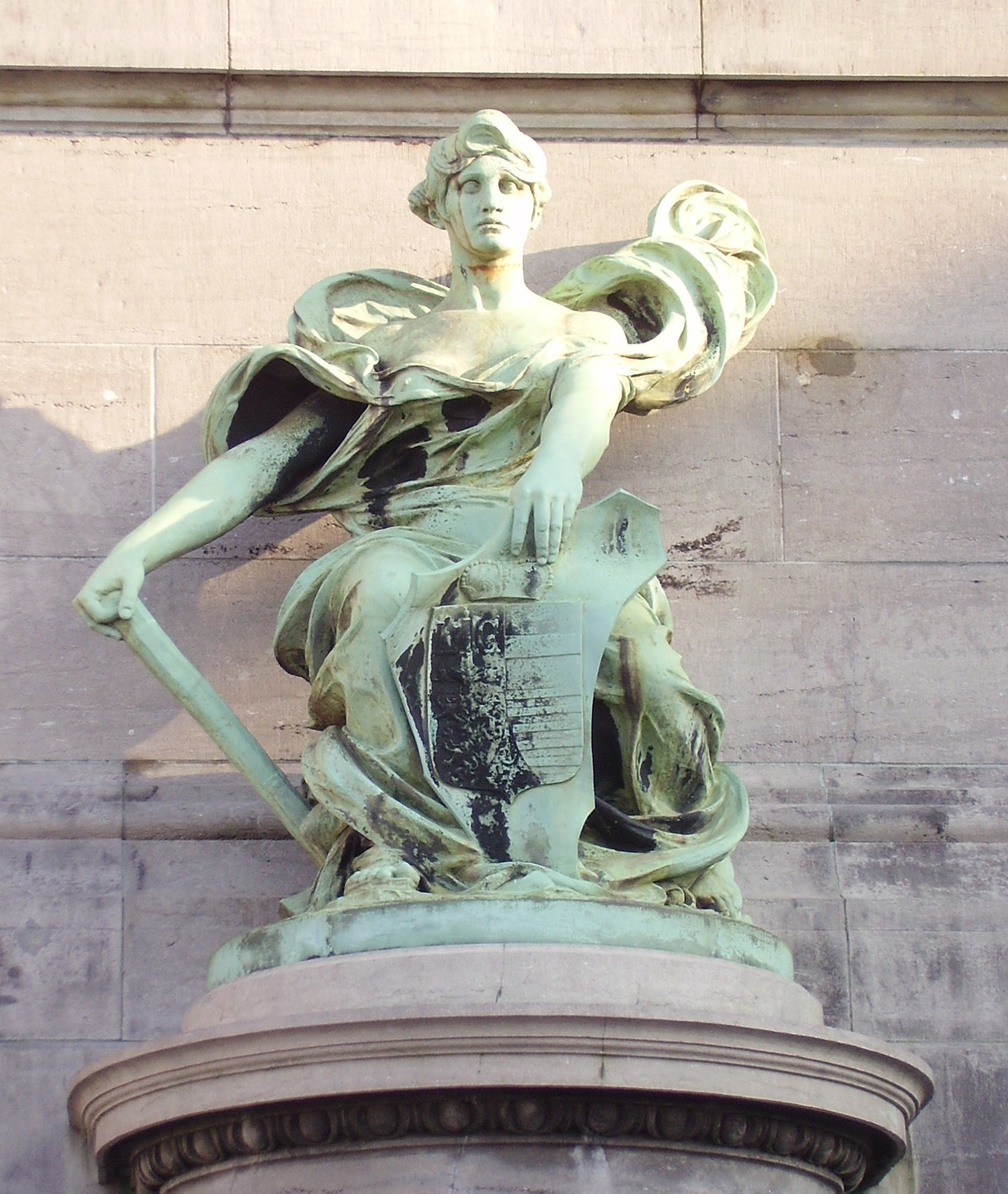
Provincia de Lieja (Charles van der Stappen)
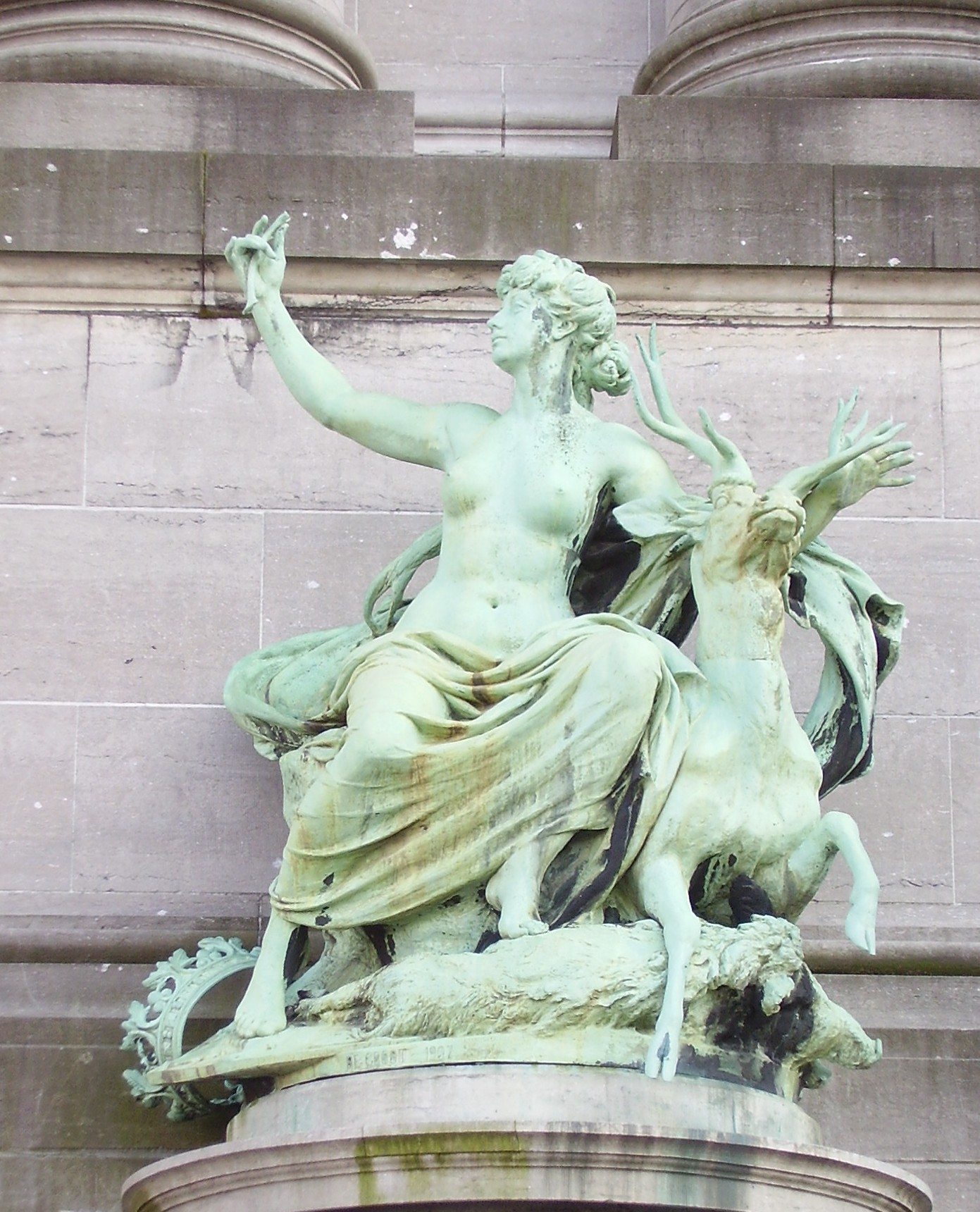
Provincia de Luxemburgo (Guillaume de Groot)

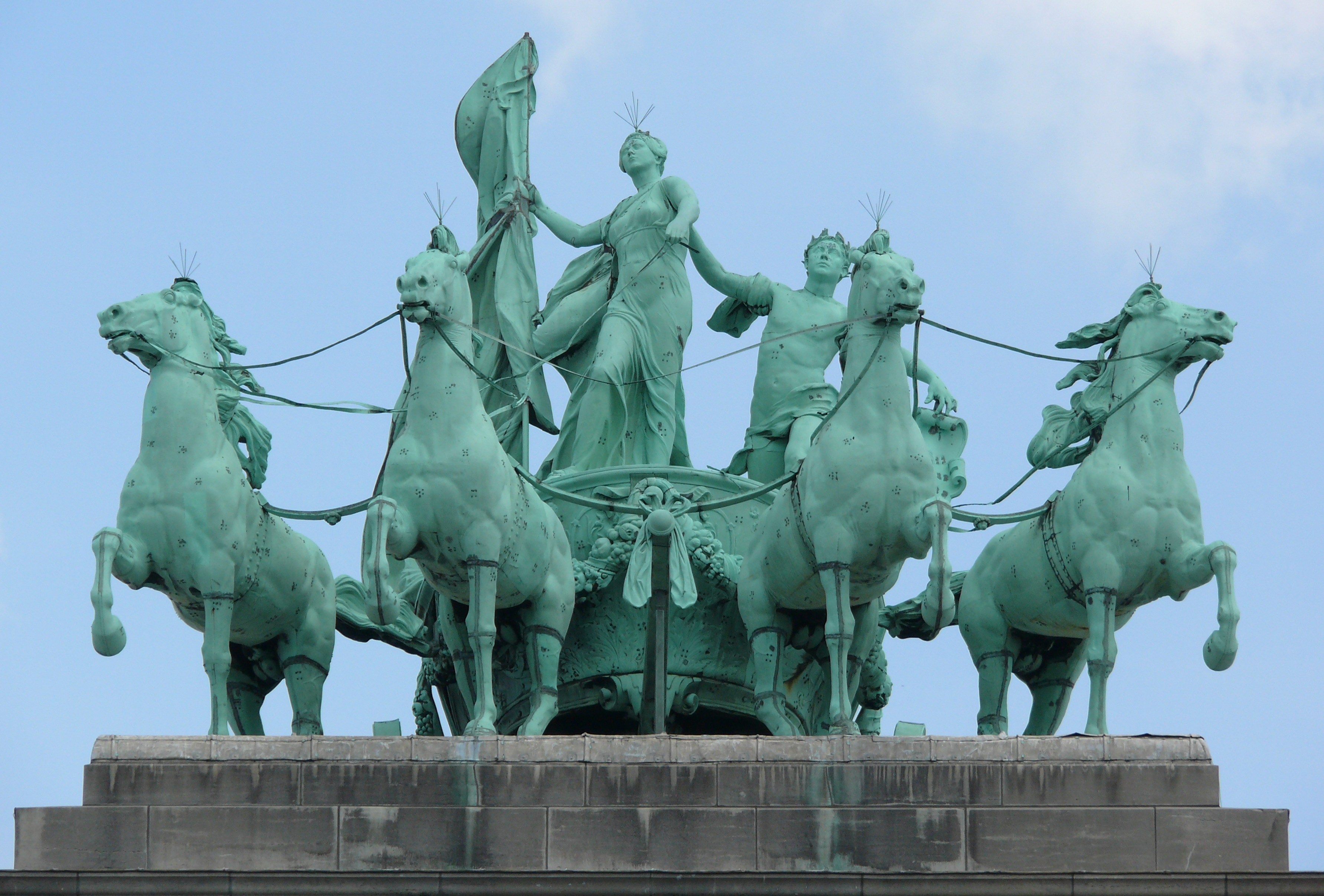
Brabante alzando la bandera, símbolo de la independencia belga.

Las paredes internas de los arcos contienen aberturas arqueadas (arcos transversales) —de tamaño mucho menor al de los tres arcos principales— que conectan entre las bóvedas de cañón, es decir, los espacios creados entre los arcos (tanto unos como otros), y en los extremos con pasajes cubiertos que se extienden a ambos lados de la arcada, entrando en las columnatas que forman el hemiciclo. Allí, bajo un gran medallón, se encuentra el acceso a la escalera de caracol que conduce al ático en lo alto del monumento, el cual alberga habitaciones bajo bóvedas de ladrillo, que actualmente sirven de espacio de exposiciones, y a las dos terrazas abiertas ubicadas a ambos lados del ático. Recientemente, se ha instalado un ascensor adyacente a la escalera.

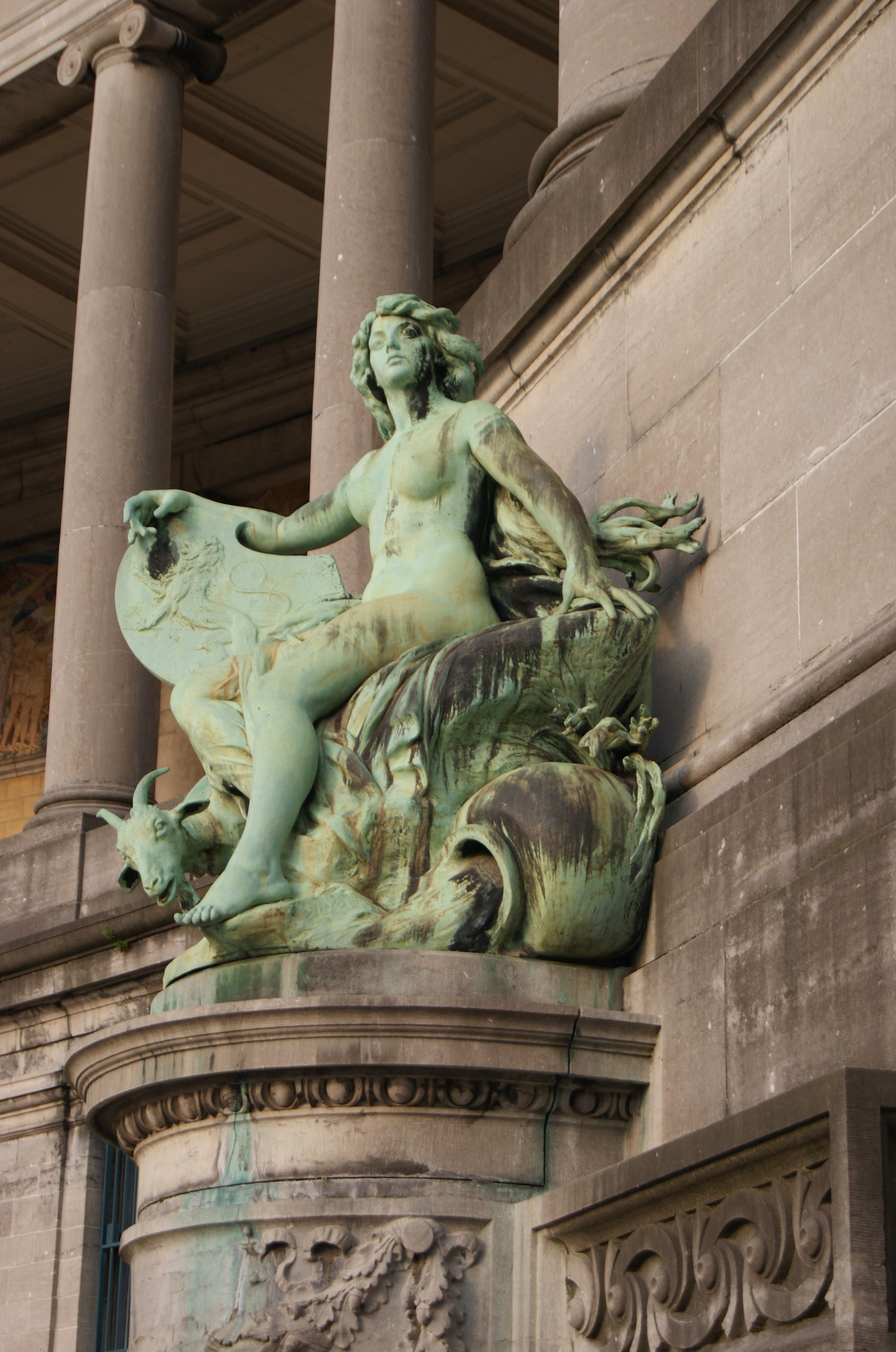
Vista lateral de la estatua alegórica de Namur sobre pedestal adornado con relieves.

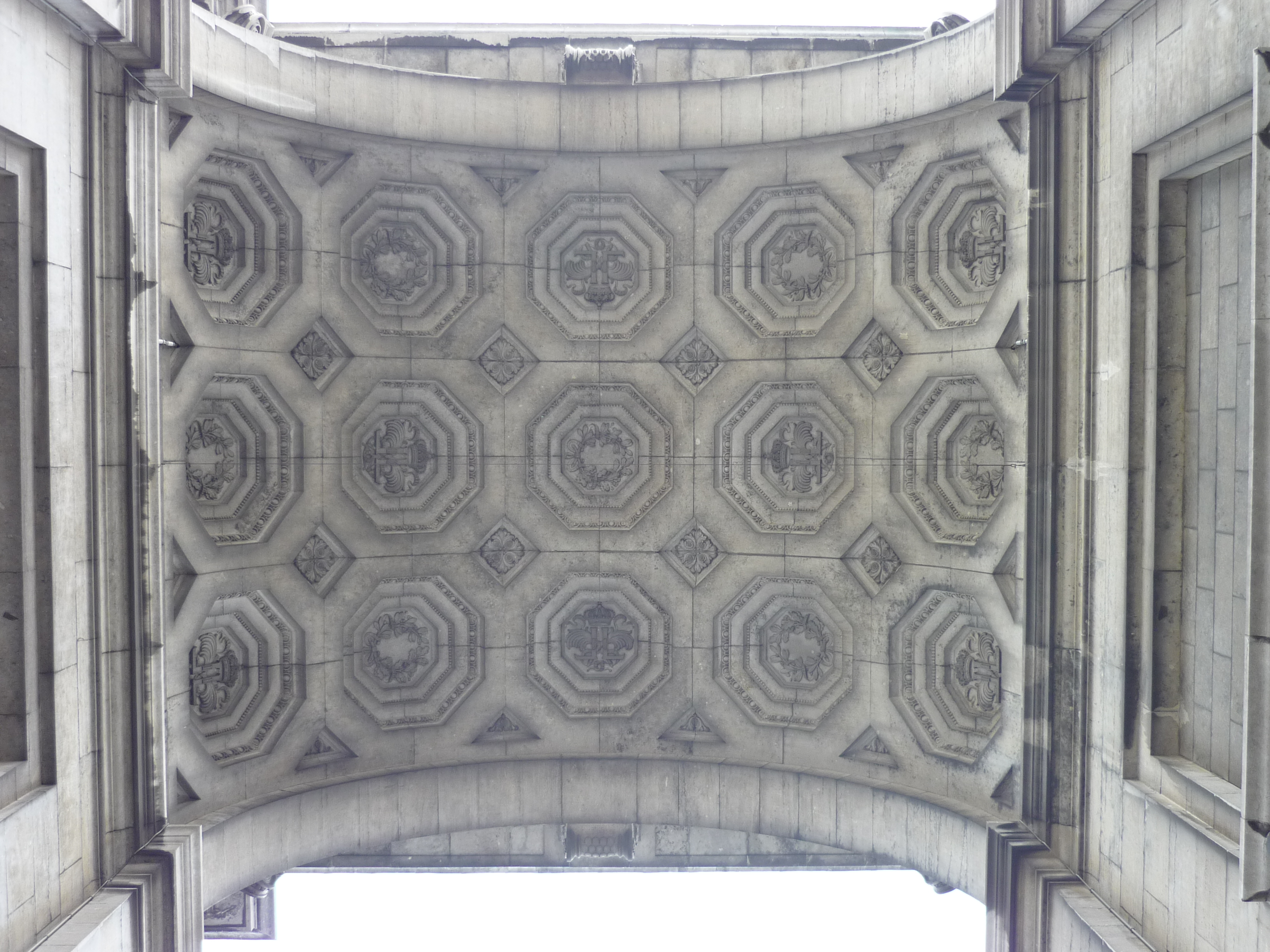
Techo del arco izquierdo, con sus casetones octogonales.

Los arcos transversales están coronados por una guirnalda de laurel en relieve, así como por una gran placa que iba a recibir un bajorrelieve, nunca realizado. Las bóvedas de cañón están realizadas con casetones, tanto octogonales como rectangulares, algunos decorados con el monograma del rey y unas siglas que se interpretan como «¡El Rey y la Ley y la Libertad!» (uno de los lemas de Bélgica).
Las doce enjutas de la arcada (seis en cada lado) están decoradas en piedra azul con alegorías de las artes y la industria reflejadas en relieves de mujeres con la cabeza apoyada sobre sus brazos (de espalda o de rostro). Las seis enjutas en la fachada que da hacia el centro de la ciudad incluyen representaciones de la Arquitectura y la Escultura de Charles Van der Stappen, la Música y la Pintura de Égide Rombeaux, y el Grabado y la Poesía de Charles Samuel. Cara a la avenida de Tervueren, se muestran representaciones de la Ciencia y la Industria de Pierre Braecke, el Comercio y la Marina de Isidore de Rudder y dos figuras adicionales de Victor de Haen.
El ático, adornado con guirnaldas de laurel en relieve y exhibiendo un friso decorado con el monograma de Leopoldo II, se eleva sobre el entablamento. En medio se encuentra una plataforma elevada que soporta la cuadriga, y en cuya cara noroccidental (la que da al centro de la ciudad) hay una cartela portando el escudo de armas de Bélgica, rodeado de dos figuras aladas de Victoria, la deidad romana que personifica el triunfo. Una inscripción en la otra cara del pedestal, hacia la avenida de Tervueren, reza en francés «Este monumento fue erigido en MDCCCCV para la glorificación de la Independencia de Bélgica» (indicando el año 1905 en números romanos).
En los planos originales del arco, aparecen dieciséis esculturas repartidas por el ático, descritas en detalle y con los nombres de los ocho artistas elegidos para su creación. Cuatro de ellas, colocadas en los rincones de la azotea sobre pedestales decorados con cabezas de carnero, son figuras aladas de Feme, diosa de la fama, encima de esféricos de piedra; las otras figuras son representaciones de doce de las virtudes romanas, a saber, justicia, prudencia, fortuna, abundancia, fuerza, caridad, fecundidad, elocuencia, fe, esperanza, libertad y sabiduría. Finalmente se ha procedido a la realización de solo ocho de las figuras —cuatro en cada lado—, siendo las cuatro Femes, la fuerza, la caridad, la libertad y la sabiduría, ubicadas todas sobre los soportes que, formando parte del ático, parecen continuaciones de las ocho columnas a ambos lados del arco central en ambas fachadas. Actualmente, algunas de estas figuras son recreaciones realizadas en bronce de las esculturas originales.